# إعادة تفاوض المملكة المتحدة بشأن عضويتها في الاتحاد الأوروبي 2015-2016
إعادة تفاوض المملكة المتحدة بشأن عضويتها في الاتحاد الأوروبي بين عام 2015 وعام 2016، هي عبارة عن مجموعة من التغييرات المعلقة حول شروط عضوية المملكة المتحدة في الاتحاد الأوروبي (EU)، بالإضافة إلى التغييرات في معاهدات الاتحاد الأوروبي التي اقترحها رئيس وزراء المملكة المتحدة آنذاك ديفيد كاميرون لأول مرة في يناير من عام 2013، بالتزامن مع بدء المفاوضات في صيف عام 2015 عقب صدور نتائج الانتخابات العامة في المملكة المتحدة. وافق رئيس المجلس الأوروبي آنذاك دونالد توسك على مجموعة التغييرات تلك، كما وافق عليها قادة الاتحاد الأوروبي من جميع الدول الـ27 الأخرى، خلال جلسة المجلس الأوروبي في إقليم بروكسل العاصمة في 18-19 فبراير من عام 2016 بين المملكة المتحدة وبقية دول الاتحاد الأوروبي. كان من المفترض أن تدخل التغييرات حيز التنفيذ بعد التصويت على «البقاء» في استفتاء المملكة المتحدة الداخلي (استفتاء بقاء المملكة المتحدة ضمن الاتحاد الأوروبي 2016) في يونيو من عام 2016، وكانت المفوضية الأوروبية مستعدة لتقديم التشريع المناسب حتى هذه المرحلة. لم تُنفذ التغييرات بسبب نتيجة استفتاء المملكة المتحدة الداخلي الذي انتهى بالتصويت للخروج من الاتحاد الأوروبي.
جاءت الشروط المعاد التفاوض عليها بمثابة إضافة إلى انسحاب المملكة المتحدة من الاتحاد الأوروبي وتقليل مساهماتها المادية في ميزانية الاتحاد الأوروبي. كانت التغييرات ملزمةً قانونيًا بقدر ما كانت نوايا وتصريحات قادة الاتحاد الأوروبي ملزمةً في أي معاهدة دولية. تطلب تنفيذ بعض التغييرات إصدار البرلمان الأوروبي لتشريع أو إحداث تغيير في إحدى معاهدات الاتحاد الأوروبي، وبالتالي قد يؤدي هذا إلى تغيير بعض التفاصيل، على الرغم من أنه سيكون من الصعب على المفوضية الأوروبية أو البرلمان الأوروبي تحدي الحكومات الوطنية بشكل مباشر.
وصف كاميرون الاتفاق بعد الموافقة عليه بأنه يمنح المملكة المتحدة «وضعًا خاصًا داخل الاتحاد الأوروبي»، وأعلن على الفور أنه وحكومة المملكة المتحدة سيبدؤون استفتاءً من أجل التصويت على «البقاء» داخل «الاتحاد الأوروبي المُصلح». أعلن كاميرون في اليوم التالي، بعد اجتماع خاص لمجلس الوزراء، أن الاستفتاء الداخلي سيعقد في 23 يونيو من عام 2016 بموجب أحكام قانون استفتاء الاتحاد الأوروبي لعام 2015، الذي وافق برلمان المملكة المتحدة عليه بالفعل.
جرى التصويت في المملكة المتحدة في 23 يونيو من عام 2016 وبلغت نسبة المشاركة في الاستفتاء 72٪، صوت 51.9٪ على مغادرة الاتحاد الأوروبي ورفض شروط الاتفاقية الجديدة بشكل غير مباشر في حين صوت 48.1٪ للبقاء فيه وقبول شروط الاتفاقية الجديدة. تفاوتت ردود الأفعال الدولية تجاه هذه النتيجة وبدأت عملية المغادرة بالاستناد إلى المادة 50 من معاهدة الاتحاد الأوروبي في 29 مارس من عام 2017، غادرت المملكة المتحدة الاتحاد الأوروبي في 31 يناير من عام 2020 في الساعة الحادية عشر مساءً بتوقيت غرينتش وفقًا لـ نتيجة الاستفتاء، وذلك بعد ثلاثة تمديدات لعملية تنفيذ المادة 50. أصبحت المملكة المتحدة أول دولة عضو في الاتحاد الأوروبي تغادره رسميًا، على الرغم من استمرار عضويتها فيه لمدة 47 عامًا.

## مكابح الطوارئ
تسمح «آلية مكابح الطوارئ» للدول الأعضاء بالحد من حصول مهاجرين الاتحاد الأوروبي الجدد على الإعانات المستحقة في أثناء العمل. تحتاج هذه الآلية إلى موافقة البرلمان الأوروبي وتحتاج المملكة المتحدة إلى موافقة أغلبية الحكومات الأخرى من خلال الموافقة في مجلس الشؤون الخارجية (للدول الأعضاء).
بموجب القواعد الحالية، يستطيع مواطنو الاتحاد الأوروبي الآخرون في النهاية المطالبة بمعظم الإعانات التي يتمتع بها مواطنو المملكة المتحدة. تخضع بعض الإعانات لاختبار «الحق في الإقامة» الذي سيكون مواطنو الاتحاد الأوروبي مؤهلين للحصول عليه بالتأكيد. تتطلب معظم الإعانات أيضًا مكان الإقامة المعتاد ما يعني أنه سيتعيّن على معظم مواطني الاتحاد الأوروبي الانتظار ثلاثة أشهر قبل المطالبة بإعانة الباحثين عن عمل أو إعانة الطفل أو الإعفاء الضريبي للطفل.
بموجب مكابح الطوارئ (التي يجب أن يكون منصوصًا عليها في قانون الاتحاد الأوروبي أولًا)، يستطيع المجلس الأوروبي (لرؤساء الحكومات الوطنيين) أن يأذن لبلد يشهد تدفقًا من المهاجرين «بحجم استثنائي» بتقييد إعانات المهاجرين الجدد مدة أربع سنوات (يبدأ المهاجرون من دون استحقاق ثم يكتسبون تدريجيًا الحق في الحصول على الإعانات). يمكن إبقاء هذه القيود مدة تصل إلى سبع سنوات ولكن يمكن استخدامها مرة واحدة فقط. (في هذه الحالة، تعني عبارة «المنصوص عليها في قانون الاتحاد الأوروبي» أن تقترح مفوضية الاتحاد الأوروبي مشروع قانون ليوافق عليه البرلمان الأوروبي). في وقت لاحق، يمكن للدول الأعضاء [المملكة المتحدة تحديدًا] أن تطلب تطبيقه على المهاجرين بسرعة معقولة، إذا أعربت المفوضية مسبقًا عن اعتقادها بأن المملكة المتحدة لديها ما يبرر قيامها بذلك.

## «البطاقة الحمراء»
تسمح «البطاقة الحمراء» لأحد أعضاء مجلس الاتحاد الأوروبي بدعمٍ من 15 عضوًا آخر بإعادة توصية ما إلى البرلمان الأوروبي لإجراء المزيد من التعديلات. هذا ليس حق نقض لأن السياسيين في الاتحاد الأوروبي ما يزال بإمكانهم المضي قدمًا إذا رأوا أنهم تعاملوا مع المخاوف التي تثيرها «البطاقة الحمراء» التي سميت على اسم بطاقة الجزاء المستخدمة في كرة القدم.
دعم كاميرون «البطاقة الحمراء» كوسيلة لدعم مبدأ تفريع السلطة في الاتحاد الأوروبي الذي يعتقد بأنه لم يتجسّد بالكامل. وبهذه الطريقة، فإن «البطاقة الحمراء» مخصصة لمجموعات من الدول لحظر قواعد الاتحاد الأوروبي أو إصلاحها عند الاعتقاد بأنها مهمتها -وليست مهمة الاتحاد الأوروبي- أن تسنّ القوانين حول موضوع معين. ستكون «البطاقة الحمراء» إلى جانب «البطاقة الصفراء» الحالية (التي استُخدمت مرتين) و «البطاقة البرتقالية» (التي لم تُستخدم مطلقًا). يتطلب استخدام «البطاقة الحمراء» دعم 55% من الحكومات في المجلس، وهي نسبة أقل بقليل مما هو مطلوب للموافقة على التوجيهات التي تتطلب دعم 55% من أصل جميع الدول وأصواتًا تمثل 65% من سكان الاتحاد الأوروبي.

## ترحيل المهاجرين من الاتحاد الأوروبي
تعد حرية تنقل الأشخاص من مبادئ الاتحاد الأوروبي الهامة، وقد نص عليها القانون الأساسي لمعاهدات الاتحاد الأوروبي. تغير اتفاقية الاتحاد الأوروبي بطريقة مهذبة قواعد حرية التنقل، لتسهيل ترحيل المهاجرين من دول الاتحاد الأوروبي الأخرى. يُحقق ذلك من خلال «تعزيز» استثناءات القاعدة العامة التي تنص على إمكانية عيش وعمل مواطني الاتحاد الأوروبي أينما يشاؤون في الاتحاد الأوروبي.
تمتلك الحكومات الوطنية قدرةً محدودةً للغاية فيما يتعلق بتقييد حرية تنقل الأشخاص في أرجاء الاتحاد الأوروبي. تقل الأسباب المؤدية إلى ترحيل الحكومة المحلية للمهاجرين تدريجيًا، بمجرد أن يعيش المواطن في بلد آخر من دول الاتحاد الأوروبي. تُعتبر التغييرات المخطط لها في اتفاقية الاتحاد الأوروبي عبارةً عن تغييرات طفيفة في الصياغة للسماح للحكومات بمراعاة الحالات التي «يُرجح» فيها تمثيل سلوك المهاجرين تهديدًا، بدون أن «يكون كذلك بالفعل»، ويسمح للحكومة أن تأخذ سلوك الشخص في الماضي بدلًا من سلوكه الحالي فقط بعين الاعتبار.
سيكون من الصعب تحديد تأثير هذه التغييرات قبل أن تضعها محكمة العدل الأوروبية التابعة للاتحاد الأوروبي -وربما المحكمة الأوروبية لحقوق الإنسان (غير التابعة للاتحاد الأوروبي)- في حيز التنفيذ ضمن القانون الأوروبي وتختبرها فيه. يجمع قادة الاتحاد الأوروبي على منح الدول مزيدًا من السلطة من أجل ترحيل المجرمين ومنع عودتهم إلى البلدان المرحلين منها، ولكن بدون تقييد حرية التنقل لأسباب أخرى.

## إعانة الطفل
لا تُحدث الاتفاقية أي تغييرات على مبدأ دفع إعانة الطفل للمواطنين بغض النظر عن مكان إقامة أطفالهم. ومع ذلك، ستكون الحكومات قادرةً على تعديل المدفوعات التي تقدمها بعد تنفيذ الاتفاقية لتعكس مستوى المعيشة في البلد الذي يعيش فيه الطفل ومقدار إعانة الطفل التي تُدفع عادةً في ذلك البلد.
يُعتبر دفع إعانات الطفل نتيجةً منطقيةً لمبدأ الاتحاد الأوروبي المتمثل في عدم التمييز، على الرغم من تساؤل العديد من الناس حول فكرة دفع إعانة الأطفال للعائلات التي يعيش أطفالها في بلدان أخرى، حيث أنه من المرجح أن ينجب المهاجرون أطفالًا في بلد آخر، وبالتالي قد يتعرض للتمييز بشكل سلبي في حال تقييد تلك الإعانات. ستوضح محكمة العدل ما إذا كانت هذه التغييرات قانونيةً أم أن هناك عواقب غير مقصودة في حال طُعن بها لاحقًا، بمجرد إقرار التغييرات على القانون لتعكس هذا التغيير المتفق عليه.

## المملكة المتحدة ومنطقة اليورو
تحاول اتفاقية الاتحاد الأوروبي طمأنة الدول غير الأعضاء في منطقة اليورو بما في ذلك المملكة المتحدة، بأن القرارات لن تُتخذ على حسابها لصالح أعضاء منطقة اليورو. سيكون هناك نظام للأعضاء من خارج منطقة اليورو للاعتراض على القواعد التي تُمرر والتي يمكن أن تضر بهم، ولكنه لن يمنحهم حق الانسحاب القانوني. لكن قانون الاتحاد الأوروبي يحظر التمييز بالفعل، لذا فهذه الحركة لا تتعدى أن تكون مجرد حماية إضافية.
تمتلك المملكة المتحدة –إلى جانب الدنمارك- حق اختيار عدم المشاركة في معاهدة ماستريخت لعام 1992، ما يعني أنها ليست ملزمةً عمليًا باستعمال اليورو كعملة لها.
كان هناك قلق حيال احتمال مناقشة أعضاء منطقة اليورو مسائل الاتحاد الأوروبي والسوق الموحدة بشكل منفصل عن عموم الدول الأعضاء قبل هذه الاتفاقية مع الاتحاد الأوروبي، وبالتالي التوصل إلى اتفاقية يمكن أن يفرضوها نظريًا على الدول خارج منطقة اليورو. سيكون لأعضاء منطقة اليورو ضمن مجلس الاتحاد الأوروبي أغلبيةً كافيةً لتمرير توجيهاتهم في حال رغبوا بذلك، على الرغم من وجوب طرح المفوضية لهذه المقترحات وصياغتها، ومن ثم موافقة البرلمان الأوروبي عليها.
تحتوي الاتفاقية على بيان نوايا ينص على أن أي تدابير من أجل «الاتحاد الاقتصادي والنقدي» ستكون طوعيةً للبلدان غير الأعضاء في منطقة اليورو، وبالمثل فإن هذه الدول لن تقف في طريق أي إجراءات مماثلة خاصة بدول منطقة اليورو، بالإضافة إلى حظر مثل هذا التمييز على وجه الخصوص. على سبيل المثال، لن يُطلب من الدول غير الأعضاء في منطقة اليورو المساهمة في عمليات إنقاذ دول منطقة اليورو.